# Душко Костовський
Душко Костовський (мак. Душко Костовски; 28 травня 1939, Дебар — 21 січня 1995, Скоп'є) — македонський актор театру, кіно і телебачення.

## Професійна кар'єра
Костовський отримав освіту в Скоп'є. Під час навчання був членом драматичної секції Культурно-мистецького товариства імені Кочо Рацина. З 1963 року член театру імені Антона Панова у Струмиці. У 1970 році прийшов до Македонського національного театру в Скоп'є. За свою акторську діяльність отримав кілька нагород, у тому числі премію міста Скоп'є «13 листопада» в 1985 році та премію Республіки «11 жовтня» в 1986 році. На Театральних іграх імені Войдана Чернодринського в Прилепі в 1968 році отримав однойменну премію за акторські досягнення. У 1986 році на кінофестивалі в Пулі отримав «Золоту арену» за найкращу чоловічу роль другого плану.